# Kenneth Nowakowski

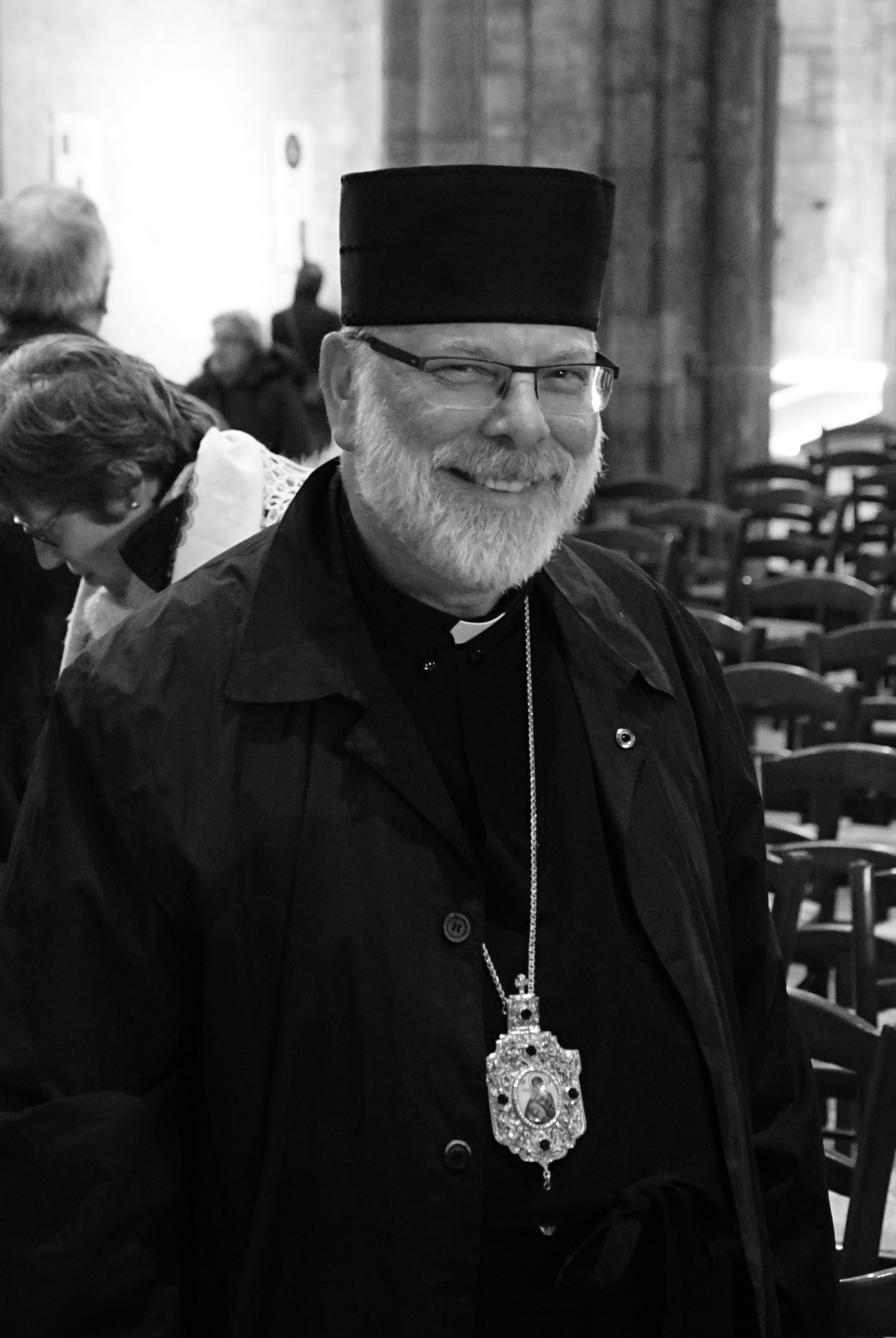
Kenneth Nowakowski (2019)

Kenneth Anthony Adam Nowakowski OBE (ukrainisch: Кеннет Новаківський, * 16. Mai 1958 in North Battleford, Kanada) ist ein kanadischer Geistlicher und ukrainisch griechisch-katholischer Bischof der Eparchie Holy Family of London.

Wappen des Bischofs

## Leben
Kenneth Nowakowski war der zweite von drei Söhnen der Familie Stanley und Roma Nowakowski. Er besuchte die Grundschule in Battleford und ging dann auf die Highschool in North Battleford. Danach war er in unterschiedlichen Bereichen tätig, er nahm dann an einem Bildungsprogramm im Haus der Redemptoristen in Toronto teil. Im Anschluss hieran wechselte er auf das St. Michaels College der Universität Toronto  und schloss 1984 sein Studium mit dem Bachelor der Religionswissenschaften und Philosophie ab. Er war dann Seminarist im Päpstlichen Ukrainischen Kolleg St. Josaphat in Rom und erlangte 1989 an der Päpstlichen Universität Heiliger Thomas von Aquin den Bachelor of Theology.
Kenneth Nowakowski wurde am 19. August 1989 von Bischof Basil Filevich (Eparchie Saskatoon) zum Diözesanpriester geweiht. Im Herbst des Jahres 1989 kehrte er nach Rom zurück und begann ein Studium des kanonischen Rechts für die Ostkirchen. In Reaktion auf die ständige Zunahme von Flüchtlingen aus der Ukraine gründete und leitete er in Rom das Ukrainische Flüchtlingsbüro.

## In Lemberg
Im Juni 1990 wurde er stellvertretender Generalvikar bei Kardinal Myroslav Ivan Lubachivsky, der im römischen Exil regierte. 1991 kehrte er mit Kardinal Lubachivsky nach Lemberg zurück. Von 1991 bis 1992 war er Vizerektor des Hl. Geist Priesterseminars der Erzeparchie Lemberg.

## In Kanada
Im November 2001 wurde er zum Regens des Priesterseminars von Ottawa berufen und übernahm im Oktober 2002 gleichzeitig das Amt des Pressesprechers für die Ukrainische Griechisch-Katholische Kirche in Kanada. Während des Weltjugendtages in Kanada im Jahre 2002 leitete er das Päpstliche Verbindungsbüro für Medien und assistierte dem Pressebüro des Heiligen Stuhls. Nowakowski wurde zum Mitglied der Kommission für Erwachsenenkatechese bei der Kanadischen Bischofskonferenz  berufen. Im Juli 2006 wurde er zum Generalvikar der Eparchie Saskatoon ernannt. Während der Pastoralreise des Heiligen Vaters Johannes Paul II. in die Ukraine (2001) war Pfarrer Nowakowski Direktor des Pressebüros für die Ukrainische Griechisch-Katholische Kirche.

## Bischof
Am 1. Juni 2007 wurde er von Papst Benedikt XVI. zum Bischof von New Westminster ernannt. Erzbischof Lawrence Daniel Huculak OSBM von Winnipeg weihte ihn, gemeinsam mit den Mitkonsekratoren  Bischof Sewerian Stefan Yakymyshyn von New Westminster und Bischof Peter Stasiuk von Melbourne, zum Bischof. Bischof Nowakowski war Mitkonsekrator bei Bryan Joseph Bayda CSsR zum Bischof von Saskatoon.
Am 15. Januar 2020 ernannte ihn Papst Franziskus zum Bischof der Eparchie Holy Family of London. Die Amtseinführung erfolgte am 21. März desselben Jahres. Papst Franziskus bestellte ihn am 4. Juli 2022 zusätzlich zum Apostolischen Visitator für die ukrainisch griechisch-katholischen Gläubigen in Irland und Nordirland.

## Ehrungen
Für seine Unterstützung der Ukrainer wurde Nowakowski in den Birthday Honours 2025 mit dem Offizierskreuz des Order of the British Empire ausgezeichnet.